# Ponta Delgada (Santa Cruz das Flores)
Ponta Delgada é uma freguesia portuguesa do município de Santa Cruz das Flores, na ilha das Flores, Região Autónoma dos Açores, com 18,72 km² de área e 280 habitantes (censo de 2021). A sua densidade populacional é 15 hab./km².
É a terceira mais antiga paróquia da ilha das Flores, apenas sendo precedida pelas vilas de Lajes e de Santa Cruz das Flores, sendo contudo de povoamento coevo. Foi elevada a paróquia, tendo como orago o apóstolo São Pedro, em data que se desconhece das últimas décadas do século XVI. A freguesia ocupa o extremo norte da ilha, estendendo-se por uma zona aplainada voltada a nordeste, sendo a última localidade açoriana a dispor de acesso rodoviário: a primeira viatura apenas atingiu aquela freguesia em maio de 1966. Nesta freguesia funcionaram as principais instalações técnicas da Base Francesa das Flores, com destaque para os sofisticados radares e sensores eletro-ópticos que seguiam a fase final de reentrada e queda dos mísseis balísticos disparados da costa sudoeste da França. Na freguesia está localizado o Farol da Ponta do Albernaz, o mais potente farol hoje existente nos Açores.

## Demografia
A população registada nos censos foi:
| Distribuição da População por Grupos Etários | Distribuição da População por Grupos Etários | Distribuição da População por Grupos Etários | Distribuição da População por Grupos Etários | Distribuição da População por Grupos Etários |
| -------------------------------------------- | -------------------------------------------- | -------------------------------------------- | -------------------------------------------- | -------------------------------------------- |
| Ano                                          | 0-14 Anos                                    | 15-24 Anos                                   | 25-64 Anos                                   | > 65 Anos                                    |
| 2001                                         | 87                                           | 71                                           | 193                                          | 102                                          |
| 2011                                         | 47                                           | 49                                           | 166                                          | 97                                           |
| 2021                                         | 41                                           | 21                                           | 143                                          | 75                                           |

## História da freguesia
São Pedro de Ponta Delgada foi uma das três primeiras paróquias da ilha das Flores, povoada pelo mesmo tempo que as futuras vilas das Lajes das Flores e de Santa Cruz. Gaspar Frutuoso afirma que já em finais do século XVI possuía a sua ermida e uma freiguesia de trinta vizinhos. Um século depois, frei Agostinho de Montalverne dá-lhe 140 fogos e 650 habitantes, então provavelmente o maior povoado da ilha
Fazendo fé no florentino frei Diogo das Chagas, em 1571 já estaria erecta paroquial na freguesia, o que conferiu à freguesia posição cimeira na divisão administrativa da ilha, sendo-lhe alocado um vasto território que se estendia da Ribeira Funda à Ribeira das Casas, incluindo os lugares da Ponta Ruiva, hoje nos Cedros, e da Ponta da Fajã, hoje na Fajã Grande. O seu povoado principal é descrito pelo padre António Cordeiro como tendo 150 fogos e huma grande rua corrente ao mar, com outras atravessadas.
Pela existência do seu porto e pela fertilidade das terras adjacentes e abundância de águas, Ponta Delgada foi um dos principais focos de povoamento da ilha, rivalizando durante muitos anos com as vilas. Outro florentino, o padre José António Camões, que foi pároco da freguesia, escreve nos inícios do século XIX que:
… passada a ponta do Furnal segue-se logo ao nordeste o porto da freguesia de Ponta Delgada. Há nele, ao pé do mar, uma fonte de água doce de que se serve uma grande parte dos moradores daquela freguesia. Tem o dito porto uma casinha e uma peça, tudo sem fortificação alguma, mas com uma rocha que o fortifica. Continuando para nordeste começa a grande baía de Ponta Delgada, cai ao mar uma ribeira chamada a Ribeira da Fazenda a um tiro de peça pouco mais ou menos, mas ainda dentro dos marcos da dita freguesia fica um porto chamado o Portinho, onde só com uma bonança podem descarregar os barcos. Tem uma casinha de guarda com uma peça. Por fora do tal portinho estão os dois ilhéus chamados os ilhéus do Portinho – continuando por o mesmo vento segue uma ponta chamada a Ponta do Ilhéu.
Ao tempo, Ponta Delgada, apesar de apenas poder ser atingida a pé ou por mar, era na altura a mais abastada freguesia de quantas existiam na ilha das Flores, tendo desde o século XVII juiz vintenário, com escrivão, porteiro, rendeiro do verde e jurado, sujeitos à jurisdição de Santa Cruz, e três companhias de ordenança, cada uma com seu capitão, alferes, tenente e sargentos.
A primitiva paroquial terá sido erecta na ermida de Santa Ana, referida por Gaspar Frutuoso, mas hoje desaparecida. A actual igreja paroquial de São Pedro foi mandado edificar em 1763, no local da pequena ermida da mesma invocação, a segunda mais antiga da paróquia, a par da Ermida de Santo Amaro, com a qual coexistia nos finais do século XVII. A existência destas duas ermidas, a de São Pedro e a de Santo Amaro, dando origem a festas populares em honra destes santos que ainda hoje se realizam na freguesia, são um bom indicador das dinâmicas da freguesia: São Pedro, o tradicional protector dos pescadores, e Santo Amaro, o protector dos gados, indício de uma comunidade que assentava na pesca e na criação de animais.
A ermida de Santo Amaro, localizada junto ao primitivo núcleo habitacional, junta a um grotão onde existia uma nascente, desapareceu, embora se saiba que ficava mais a norte do actual povoado, numa lomba que se chama ainda de Santo Amaro. A transferência do centro da freguesia deveu-se à excessiva exposição do local aos ventos do quadrante norte.
O principal promotor da reedificação, iniciada em 1763, foi o padre Francisco de Fraga e Almeida, possuidor de grande fortuna e antigo vigário e ouvidor nas Flores e no Corvo, que em 1764 deixou um legado de 100$000 réis à Confraria de São Pedro, com a obrigação de ser celebrada missa por sua alma no dia da inauguração do templo. Desconhece-se a data de termo das obras, mas em 1774 ainda se trabalhava na talha dos seus altares.
A igreja foi restaurado em 1971 e em 1975, mantendo contudo a sua traça original e o seu belo interior.
Sobre o Pico do Meio-Dia, assim chamado por se localizar a sul, numa posição que é atingida pelo sol ao meio-dia solar, foi inaugurada a 13 de agosto de 1978 uma ermida da invocação de São João Baptista, junto a um cruzeiro de betão ali benzido a 27 de setembro de 1970. A construção da ermida deu origem à actual festa de São João, celebrada em Setembro de cada ano.

## A freguesia

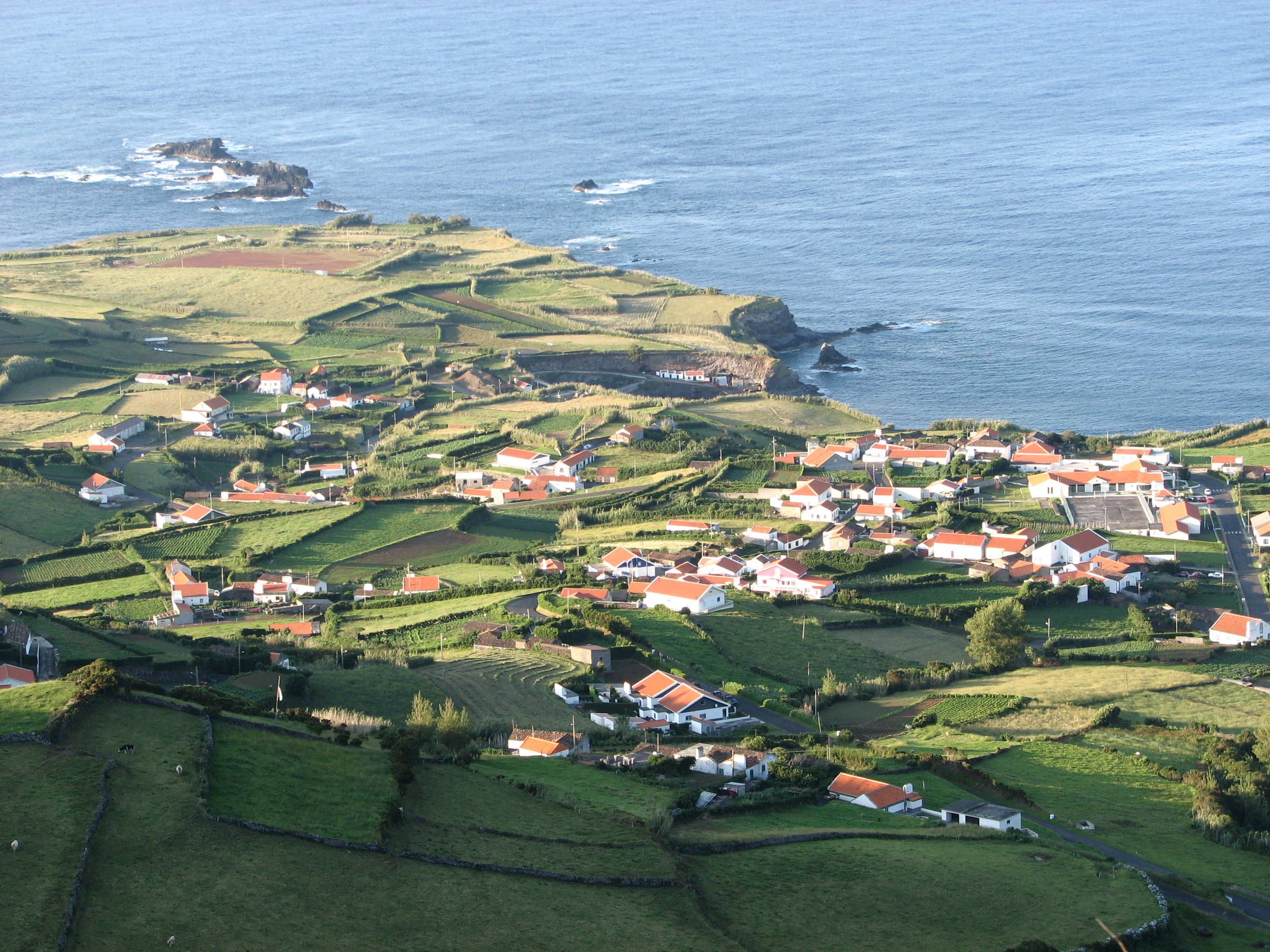
A zona norte da freguesia. Ao centro, numa estreita enseada, o porto.

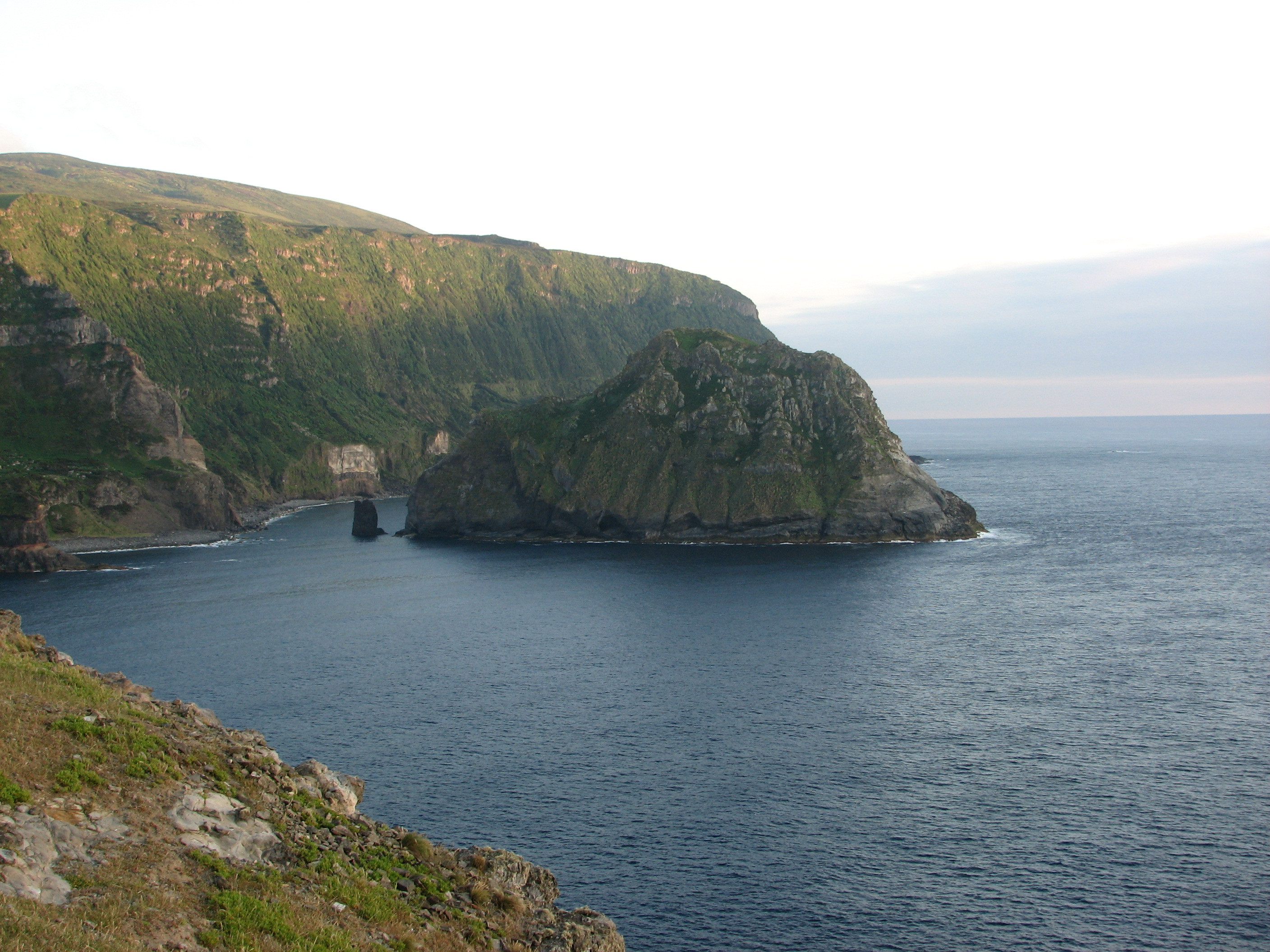
Ilhéu Maria Vaz, costa noroeste das Flores, visto da Ponta do Albernaz.

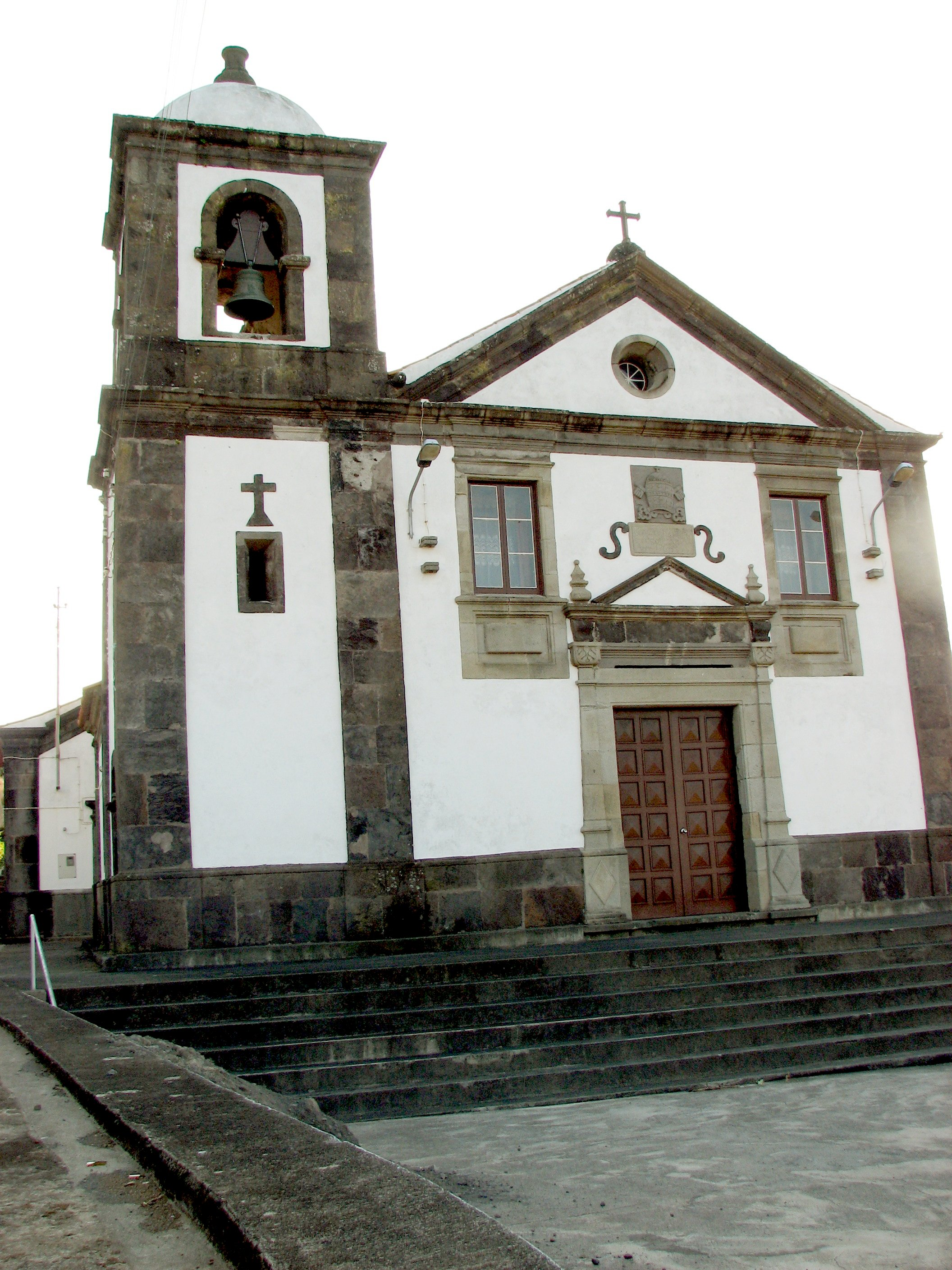
Igreja paroquial de São Pedro.

A freguesia tem como principais actividades económicas a agro-pecuária, com destaque para a bovinicultura leiteira, a pesca e pequeno comércio. O porto da freguesia está a sofrer grandes obras de ampliação e modernização, o que permitirá a sua utilização na actividade marítimo-turística, com destaque para as ligações marítimas com a fronteira ilha do Corvo.
Devido à emigração para os Estados Unidos e o Canadá, e mais recentemente para Santa Cruz das Flores, desde os princípios do século XIX, quando a freguesia tinha mais de 900 habitantes, que a população está em declíneo. Em 1814 nasceram na freguesia quase quarenta crianças; na última década os nascimentos oscilam entre 2 e 6 ao ano.

## Associativismo
Na freguesia existem as seguintes coletividades:
- Casa do Povo, com o seu Grupo Folclórico da Casa do Povo, dispondo de uma moderna sede com salão de festas;
- Clube Desportivo de Ponta Delgada, com a sua equipa de futebol.

## Património
Entre o património local destaca-se o seguinte:
- Farol da Ponta do Albernaz, de onde se desfruta uma magnífica paisagem que inclui o ilhéu do Monchique, o ponto mais ocidental dos Açores;
- A igreja paroquial de São Pedro;
- A casas do Espírito Santo da Terra Chã (construída em 1819), das Casas de Baixo (de 1847), da Cruz (de 1865) e das Crianças ( de 1926).
- Um conjunto interessante de azenhas ao longo da ribeira;
- Sobre os montes sobranceiros, os restos das instalações técnicas francesas;
- Os miradouros do Pico do Meio-Dia, do Alto do Portalinho, do Porto e do Facho.
- Forte de São Pedro de Ponta Delgada (Santa Cruz das Flores)
- Bateria sobre o Alto de Ponta Delgada (Santa Cruz das Flores)

## Equipamentos
- EB1/JI de Ponta Delgada

## Festas
A freguesia tem como principais festividades a Festa de São Pedro, realizada a 29 de Junho, a de Santo Amaro, no primeiro domingo de Setembro, a de São João, no segundo domingo de Julho, a de Nossa Senhora da Guia e as do Divino Espírito Santo, centradas em torno do domingo de Pentecostes.

## Património arquitetónico
Património arquitetónico referido no SIPA:
- Farol do Albarnaz
- Igreja Paroquial de Ponta Delgada / Igreja de São Pedro